# 迪姆方程
迪姆方程是以色列数学家哈利·迪姆创建的三阶非线性偏微分方程:
{\displaystyle u_{t}=u^{3}u_{xxx}.\,}

## Bäcklund变换解

Dym eq Backlund transform solution animation

通过Bäcklund变换可得迪姆方程的分析解。
{\displaystyle u(t,x)=(-3\alpha (x+4\alpha ^{2}t)^{2/3}.}

## 近似解

Harry Dym nlpde 3d animation

迪姆方程有解析解。  
{\displaystyle u(x,t)=\tanh({\frac {{\sqrt {(}}V)}{2}}*(x-x[0]+V*t+ef(x,t)))^{2}}
其中
{\displaystyle ef(x,t)={\frac {2}{{\sqrt {(}}V)}}*tanh(({\frac {{\sqrt {(}}V)}{2}}*(x-x[0]+V*t+ef(x,t)))}
五次迭代后可得近似解：
{\displaystyle tanh((1/2)*x*{\sqrt {(}}V)-(1/2)*x[0]*{\sqrt {(}}V)+(1/2)*V^{(}3/2)*t+tanh((1/2)*x*{\sqrt {(}}V)-(1/2)*x[0]*{\sqrt {(}}V)+(1/2)*V^{(}3/2)*t+tanh((1/2)*x*{\sqrt {(}}V)-(1/2)*x[0]*{\sqrt {(}}V)+(1/2)*V^{(}3/2)*t+tanh((1/2)*x*{\sqrt {(}}V)-(1/2)*x[0]*{\sqrt {(}}V)+(1/2)*V^{(}3/2)*t+tanh((1/2)*{\sqrt {(}}V)*(x-x[0]+V*t))))))}

## 阿多米安近似法

用阿多米安分解法可求得迪姆方程的柯西问题近似解。
初始条件：u（0）=cos(x)
pa := (.53823*sin(10.*x)+0.16931e-1*sin(4.*x)+.72240*sin(8.*x)+.24408*sin(6.*x)+0.57870e-4*sin(2.*x))*t^9+(0.59326e-2*cos(3.*x)+0.13563e-5*cos(x)+.55850*cos(7.*x)+.46338*cos(9.*x)+.15138*cos(5.*x))*t^8+(-0.13889e-2*sin(2.*x)-.43393*sin(6.*x)-0.88889e-1*sin(4.*x)-.40635*sin(8.*x))*t^7+(-.33908*cos(5.*x)-0.47461e-1*cos(3.*x)-0.10851e-3*cos(x)-.36474*cos(7.*x))*t^6+(.26667*sin(4.*x)+0.20833e-1*sin(2.*x)+.33750*sin(6.*x))*t^5+(.21094*cos(3.*x)+.32552*cos(5.*x)+0.52083e-2*cos(x))*t^4+(-.16667*sin(2.*x)-.33333*sin(4.*x))*t^3+(-.12500*cos(x)-.37500*cos(3.*x))*t^2+.50000*t*sin(2.*x)+cos(x)
初始条件 u(0)=cosh(x)
pa := (-.5382*sinh(10.*x)-.7224*sinh(8.*x)-.2441*sinh(6.*x)-0.5787e-4*sinh(2.*x)-0.1693e-1*sinh(4.*x))*t^9+(.4634*cosh(9.*x)+0.5933e-2*cosh(3.*x)+.5585*cosh(7.*x)+.1514*cosh(5.*x)+0.1356e-5*cosh(x))*t^8+(-.4063*sinh(8.*x)-0.8889e-1*sinh(4.*x)-.4339*sinh(6.*x)-0.1389e-2*sinh(2.*x))*t^7+(0.1085e-3*cosh(x)+0.4746e-1*cosh(3.*x)+.3647*cosh(7.*x)+.3391*cosh(5.*x))*t^6+(-0.2083e-1*sinh(2.*x)-.2667*sinh(4.*x)-.3375*sinh(6.*x))*t^5+(.3255*cosh(5.*x)+0.5208e-2*cosh(x)+.2109*cosh(3.*x))*t^4+(-.3333*sinh(4.*x)-.1667*sinh(2.*x))*t^3+(.3750*cosh(3.*x)+.1250*cosh(x))*t^2-.5000*t*sinh(2.*x)+cosh(x)